# Angelus Temple
Der Angelus Temple ist eine Megachurch der International Church of the Foursquare Gospel, die zur Pfingstbewegung gehört und im Distrikt Echo Park von Los Angeles, Kalifornien, liegt.
Das Gebäude wurde im Stil des Art déco von Brook Hawkins entworfen, im Jahr 1922 erbaut und am 1. Januar 1923 mit einer Parade in Pasadena eröffnet. Umgerechnet auf das Jahr 2014 betrugen die Baukosten 3.245.964,91 US-Dollar. Das Interieur ist in Azurblau ausgestaltet.
Die Predigerin Aimee Semple McPherson, eine Pionierin als Evangelistin im amerikanischen Hörfunk, feierte regelmäßig Gottesdienste in dieser Kirche; viele derselben wurden über Radio landesweit gesendet.
Nach eigenen Angaben hatte der Tempel, das runde Kirchengebäude mit anfänglich 5000 Sitzplätzen und guter Akustik, 40 Millionen Gottesdienstbesucher in den ersten sieben Jahren empfangen.
Das Gebäude wurde 1992 zum National Historic Landmark erklärt. In demselben Jahre wurde das Bauwerk zudem in das National Register of Historic Places aufgenommen.